# 福斯迪诺沃
福斯迪诺沃（義大利語：Fosdinovo），是意大利托斯卡纳大区马萨-卡拉拉省的一个市镇。总面积48平方公里，人口4971人，人口密度103.6人/平方公里（2009年）。ISTAT代码为045008。